# Поверхностные воды
Пове́рхностные во́ды — воды, которые текут или собираются на поверхности земли.
Различаются морские, озёрные, речные, болотные и другие воды.
Поверхностные воды постоянно или временно находятся в поверхностных водных объектах. Объектами поверхностных вод являются: озёра, реки, болота и другие водотоки и водоёмы. Различают солёные и пресные воды суши.
Изучением поверхностных вод занимается гидрология, гидрохимия.
Актуально стоит проблема загрязнения пресных и морских вод.
Поверхностные воды противопоставляются подземным водам.